# 783
783 (DCCLXXXIII) fue un año común comenzado en miércoles del calendario juliano, en vigor en aquella fecha.

## Acontecimientos
- Alfonso II es elegido rey de Asturias.
- Mauregato depone a Alfonso II y se proclama nuevo rey de Asturias.
- Alfonso II se ve obligado a refugiarse en Álava, bajo la protección de su familia materna.

## Fallecimientos
- Silo, rey de Asturias
- Hildegard von Anglachgau
- 18 de agosto - Bertrada de Laon